# Muntogna da Schons
Muntogna da Schons es una comuna suiza del cantón de los Grisones, ubicada en la región de Viamala. Surgió el 1 de enero de 2021 a partir de la fusión de las antiguas comunas de Casti-Wergenstein, Donat, Lohn y Mathon.